# Charleville
 Charleville  es una población y comuna francesa, en la región de Gran Este, departamento de Marne, en el distrito de Épernay y cantón de Montmirail.

## Demografía
| 231 | 205 | 159 | 136 | 146 | 160 |
| Para los censos de 1962 a 1999 la población legal corresponde a la población sin duplicidades (Fuente: INSEE [Consultar]) |     |     |     |     |     |